# Тамбовская улица (Пенза)
Тамбо́вская у́лица — улица в Пензе, расположенная в южной части города, входит в исторический центр города. Проходит от улицы Богданова до Новотамбовской.

## История

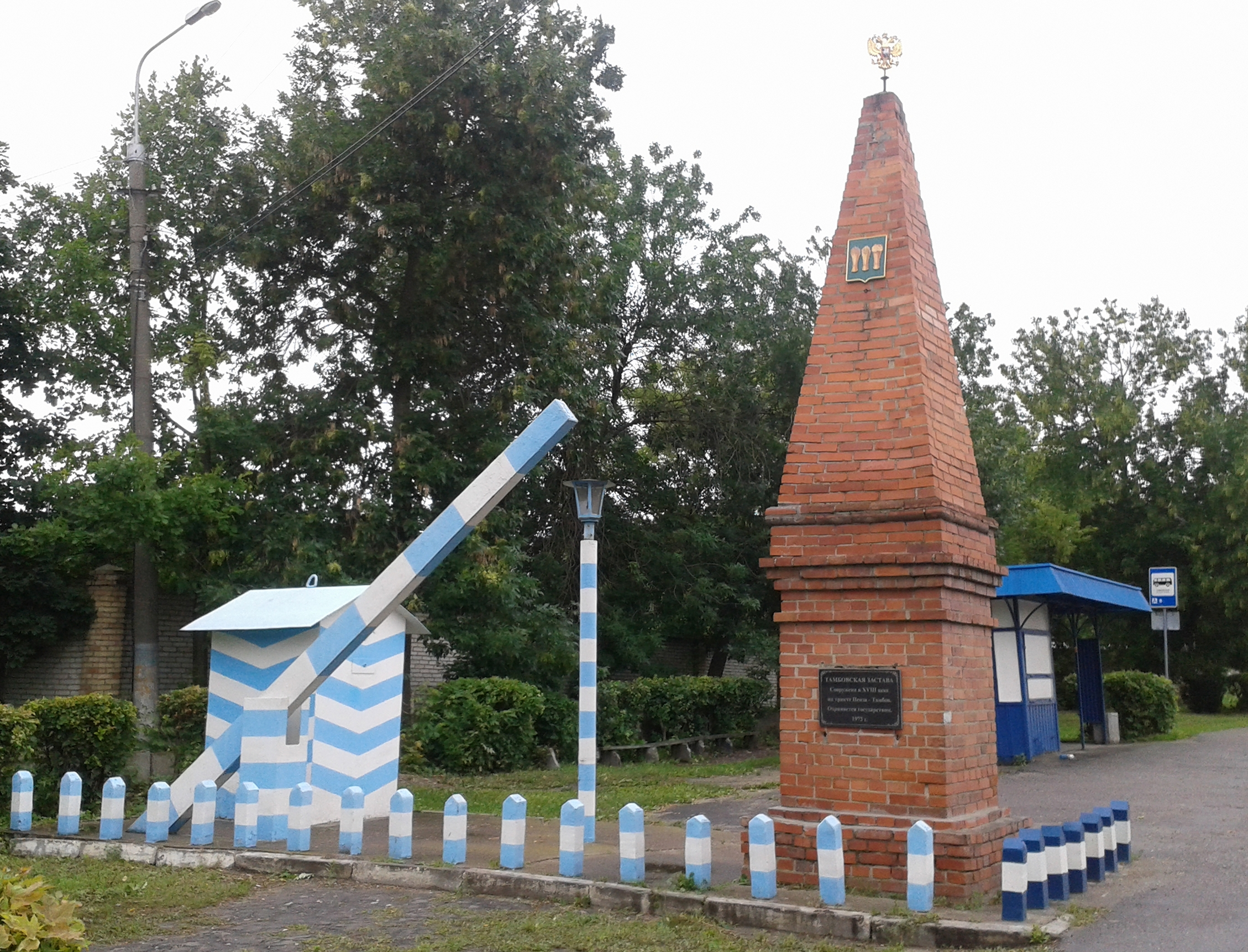
Тамбовская застава

Возникла в конце XVIII века как улица, где начинался торговый тракт на город Тамбов. На месте бывшей Тамбовской заставы как памятник XVIII века реставрированы и сохранены два кирпичных столба, будка часового, шлагбаум.

## Здания и сооружения
В настоящее время на Тамбовской улице располагаются:
- Консультативно-диагностический центр Пензенской областной клинической больницы имени Н. Н. Бурденко.

В 1989 году на месте призывного пункта на углу улиц Куйбышева и Тамбовской установлен памятник «Проводы».

## Галерея

Памятник Проводы (угол Куйбышева и Тамбовской)